# Kenley Ducasse
Kenley Ducasse – piłkarz z Turks i Caicos grający na pozycji napastnika, reprezentant Turks i Caicos, grający w reprezentacji w 1999 roku.
W reprezentacji narodowej, Ducasse rozegrał dwa oficjalne spotkania w ramach kwalifikacji do Pucharu Karaibów 1999. W pierwszym z nich, jego reprezentacja została pokonana 0-3 przez drużynę Bahamów. W kolejnym meczu eliminacji, jego reprezentacja zremisowała 2-2 z drużyną Wysp Dziewiczych Stanów Zjednoczonych. Drużyna Turks i Caicos zajęła jednak ostatnie miejsce w swojej grupie, nie odnosząc awansu do następnej fazy eliminacji. W obydwóch spotkaniach, Ducasse grał w podstawowym składzie.